# Галаго на Грант
Галагото на Грант (Galago granti) е вид бозайник от семейство Галагови (Galagidae).

## Разпространение и местообитание
Разпространен е в Зимбабве, Малави, Мозамбик и Танзания.